# 堀籠沙耶
堀籠 沙耶（ほりごめ さや、1992年4月11日 - ）は、日本の声優、女優。埼玉県加須市出身。ステイラック所属。

## 経歴
以前はB-Box、RMEに所属していた。
2022年、Follow-Up養成所専科卒業。。2023年3月1日、ステイラック所属を発表。

## 人物
特技は歌、セルフネイル、華道初等科初伝。趣味はゲーム、音楽鑑賞。
資格は華道池坊初等科初伝、英語検定準2級。

## 出演
太字はメインキャラクター。

### テレビアニメ
2009年
- かんなぎ（美術部員）
- 獣の奏者 エリン（シュナン〈少年期〉、ターヤ）

2011年
- 遊☆戯☆王ZEXAL（徳之助の友達）

2018年
- レディスポ（黄黄）

2019年
- 臨死!!江古田ちゃん（猛禽ちゃん、オペレーターの眼鏡っ娘）
- アズールレーン（2019年 - 2020年、クリーブランド、コロンビア）

2022年
- ブラック★★ロックシューター DAWN FALL（ノリト）

2023年
- 呪術廻戦 懐玉・玉折/渋谷事変（生徒、メカ丸機内音声、一般人、リポーター）
- 名探偵コナン（女性）

2024年
- 道産子ギャルはなまらめんこい（生徒）
- 最強タンクの迷宮攻略〜体力9999のレアスキル持ちタンク、勇者パーティーを追放される〜（冒険者C）
- 外科医エリーゼ（貴族A）
- ガールズバンドクライ（安和天童〈若い頃〉）
- ハイガクラ（龍士、島民、子供、女官A、龍士）

2025年
- どうせ、恋してしまうんだ。
- メダリスト（係員）
- ちくわ戦記〜おれのカワイイで地球侵略〜（モブ女性A、ゲップラー星人 犬B）
- 履いてください、鷹峰さん（女子生徒B、女子生徒E、義姉A）
- まったく最近の探偵ときたら（崇子、TVの女子高生、翌檜のファン、TVアナウンサー、報道アナウンサー 他）
- ばっどがーる（女子高校生、涼の姉、女性、係の女性、メイド）
- ぷにるはかわいいスライム（客）
- 公女殿下の家庭教師（アンナ）

### 劇場アニメ
- 星を追う子ども（2011年、生徒）

### OVA
- 声を聞かせて（2013年、女子高生）
- ココロ屋（2014年、まい）
- OVA アズールレーン Queen's Orders（2023年、クリーブランド、コロンビア）

### ゲーム
2009年
- 伯爵と妖精（妖精たち、少年、女の子）

2011年
- 遙かなる時空の中で5（女の子、町娘、アナウンス 他）

2012年
- スクール・ウォーズ（クラスメイト、女の子、おばさん）

2013年
- アイコレ！（桜井あき）

2014年
- Lost Technology（コクーン）

2015年
- Project Nimbus（エズメラルダ・イングリッド）
- 車なごコレクション（シビックTyep-R）
- クロスセイバー（小喬）

2016年
- Drop Dead（セリア・ジェーン）
- エレメンタルファンタジー（スウィフト、ヴァルキュリー）
- ファンタジークロニクル（メデューサ）

2017年
- アズールレーン（エレバス、クリーブランド、コロンビア）
- Zgirls（桃谷純夏）
- 神代梦華譚（シギュン）
- THE NEW GATE（マリノ）

2018年
- WorldofWarships（クリーブランド）
- ケモニスタオンライン（女主人公）
- ドールズフロントライン（63式自動歩兵銃、64式消音短機関銃）
- 王に俺はなる（薛灵芸、花木蘭）
- 封神ヒーローズ（胡喜媚）
- 虚構少女-E.G.O-（リオット、トゥリ、チト）
- ガールズサバイバー（レーナ）
- Vainglory（キャサリン）

2019年
- アビス・ホライズン（冬月）
- アズールレーン（リトル・クリーブランド）
- アズールレーン クロスウェーブ（クリーブランド、コロンビア）
- アッシュアームズ-灰燼戦線-（マスタング）

2020年
- プロジェクト・シルバーウイング（AK-47）
- フィーバーダンク
- ステラバラード（拳聖）
- 女神降ろし（ヘファイストス）

2021年
- ラストオリジン（紅蓮）

2022年
- ドラゴンクエストX 天星の英雄たち オンライン（2022年 - 2023年、アジール、亡国の記憶）
- ドールズフロントライン ニューラルクラウド（藪春）

2024年
- マジカオス（ラビ）
- 原神（クイク、ヒネ）
- アッシュアームズ-灰燼戦線（ライントホターI）

2025年
- 冬園サクリファイス（フレーディア）
- 時空の絵旅人（ノラ）
- アッシュエコーズ（ユニ）
- プロミス・マスコットエージェンシー（マツモトシオリ）

### ドラマCD
- 朗読「ごん狐」

### 吹き替え

#### 映画
- アントボーイ（アマンダ）
- 一緒の目線で（少年）
- エリザベス 神なき遺伝子（クレア）
- ウィザード・バトル 氷の魔術師と炎の怪物（リナ、エリア、広報担当、男の子）
- UNA（ウーナ幼少期〈ルビー・ストークス〉）
- おとなの事情（ビアンカ〈アルバ・ロルヴァケル〉）
- オペレーション・ウルフ（リー・ヤオ〈リー・ジャンヤオ〉[25]）
- ザ・プロジェクト 瞬・間・移・動（アナ）
- ザ・リトル・マーメイド（エリザベス）
- 少林寺 木人列伝（周蓉）
- StarFighter（マリア、ウテ）
- ステイクランド2（ペギー、ジーン）
- 聖なる鹿殺し キリング・オブ・ア・セイクリッド・ディア（マーティンの母）
- タイムトラベラーの系譜 「ルビー・レッド/ブルー・サファイア/エメラルド・グリーン」（シャーロット〈ローラベルリン〉）
- ディストリクトX（ゾーイ）
- 22ミニッツ（シン）
- トム・ソーヤー&ハックルベリー・フィン（ベッキー）
- ドラゴン・キングダム 光の騎士団と暗黒の王（エリザベス）
- ナンバー37（パム）
- バウンティー・ハンターズ（キャット〈ティファニー・タン〉）
- パグ・アクチュアリー（ヴィッキー〈エリミア・ジョーンズ〉）
- パワーレンジャー SAMURAI
- ハーフネルソン（ヘンダーソン校長〈スターラ・ベンフォード〉）
- 不都合な理想の夫婦（サムエル）
- ブラッドウォリアー（ゼラ）
- VIKING（英語版）（イリーナ、ログネダ弟）
- ブラック・ウォーター（レベッカ）
- マジカルミラー もうひとりのボク（ドゥニャ）
- マスカレード（ローズ）
- マティアス&マキシム（エリカ[26]）
- モールおじさんとチョコレート工場（ヴィリー〈イヴァン・ヘス〉[27]）
- ラスト・インパクト（ビッチ）
- ラスト・パーティー LAST PARTY（ジェシー）
- ROBO-CODY ロボ・コーディ（ヘンリー）

#### ドラマ
- 12モンキーズシーズン3（少女）
- マーロン（マーリー）

#### アニメ
- アグリードール
- 龍族 -The Blazing Dawn-（2024年、学生）
- 原神ショートアニメ「黄昏」（ヒネ[28]）
- 野生の島のロズ[29]

#### バラエティ
- 脱出おひとり島 シーズン4（キム・ヘジン）※Netflix

### デジタルコミック
- 発情ネオンサイン（2023年、逆ナン女子1、元恋人、ホステス、達狼の妹[30]）

### ラジオ/ネット配信
- ニコニコ生放送 KLabGames放送局 天クラガールズとして出演中
- ニコニコ生放送 ゲームのがっこう 天クラガールズとして出演中
- WEBラジオ ゆめもえ！ラヂオ王国 『夢萌商店へようこそ！』（メインパーソナリティー）

### ナレーション
- アズールレーン クロスウェーブ（CMナレーション）
- 伊豆の踊子
- 一迅社アズールレーン関連コミックス発売（CMナレーション）
- かわぐちキャスティ
- グミップルラボ（WEB&TVCMナレーション）
- JR東日本 電車内広告CM「クリエイティブトレイン」
- ちびまる子ちゃんランド

### ボイスオーバー
- 世界まる見え!TV特捜部

### 舞台
- 199X年（あーにゃん）
- キャプテンハーロック〜次元航海〜 東京・大阪公演（セラス）
- フライングパイレーツ〜ネバーランド漂流記（トゥートルズ）
- TAKE OFF（内田ゆい）
- ザクロの木の下で（千代子）

### 遊技機
- 嬢王（望月メグ）

### その他コンテンツ
- NHK放送技術研究所 技研公開2018提示用アニメ「ラボちゃん」（ネネ）
- 声優e-Sports部 4期生（2022年10月 - ）YouTubeでのゲーム実況
- すろむすめ-育成計画（2025年1月[31]）

## ディスコグラフィ

### キャラクターソング
| 発売日         | 商品名                                                                                        | 歌 | 楽曲                                                    | 備考                                 |
| -------------- | --------------------------------------------------------------------------------------------- | --- | ------------------------------------------------------- | ------------------------------------ |
| 2019年12月11日 | TVアニメーション『アズールレーン』キャラクターソングシングル Vol.7 クリーブランド             | クリーブランド（堀籠沙耶） | 「コンプレックス・シューティング」 「悠久のカタルシス」 | テレビアニメ『アズールレーン』関連曲 |
| 2019年12月28日 | アズールレーン キャラクターソング Vol.2                                                       | クリーブランド（堀籠沙耶） | 「BRIGHT BATTLE STARS」                                 | ゲーム『アズールレーン』関連曲       |
| 2020年3月11日  | TVアニメーション『アズールレーン』バディキャラクターソングシングル Vol.3 クリーブランド四姉妹 | クリーブランド（堀籠沙耶）、コロンビア（堀籠沙耶）、モントピリア（高橋李依）、デンバー（小澤亜李）                                     | 「ALL 4 SISTER!!!!」 「悠久のカタルシス」               | テレビアニメ『アズールレーン』関連曲 |
| 2020年12月31日 | アズールレーンキャラクターソング Vol.03 A&B セット                                            | ガスコーニュ（小松未可子）、赤城（中原麻衣）、アドミラル・ヒッパー（山岡ゆり）、クリーブランド（堀籠沙耶）、シェフィールド（小原好美） | 「Coeur」 「―Coeur― Remix」                             | ゲーム『アズールレーン』関連曲       |

### 初出話一覧
1. 1 2 3 4 5  第1話初出
2. 1 2 3 4  第6話初出
3. 1 2 3 4  第4話初出
4. 1 2 3  第2話初出
5. 1 2 3  第3話初出
6. 1 2  第5話初出
7. 1 2  第8話初出
8. ↑  第10話初出
9. ↑  第11話初出
10. ↑  第12話初出
11. 1 2  第7話初出
12. ↑  第17話初出